# Санта-Лузия-д’Уэсти

Санта-Лузия-д’Уэсти на карте штата.

Санта-Лузия-д’Уэсти (порт. Santa Luzia d'Oeste) — муниципалитет в Бразилии, входит в штат Рондония. Составная часть мезорегиона Восток штата Рондония. Входит в экономико-статистический микрорегион Какоал. Население составляет 8 886 человек на 2010 год. Занимает площадь 1 197,80 км². Плотность населения — 7,42 чел./км².
Праздник города — 11 мая.

## История
Город основан 11 мая 1986 года.

## География
Климат местности: экваториальный. В соответствии с классификацией Кёппена, климат относится к категории Af.

## Демография
Согласно сведениям, собранным в ходе переписи 2010 г. Национальным институтом географии и статистики (IBGE), население муниципалитета составляет:
| Полное население                               | Полное население                               | Полное население                               | Полное население                               | 8 886 |
| ---------------------------------------------- | ---------------------------------------------- | ---------------------------------------------- | ---------------------------------------------- | ----- |
| в том числе:                                   | Городское население                            | 4 525                                          | Процент городского населения, %                | 50,92 |
|                                                | Сельское население                             | 4 361                                          | Процент сельского населения, %                 | 49,08 |
|                                                | Мужское население                              | 4 596                                          | Процент мужского населения, %                  | 51,72 |
|                                                | Женское население                              | 4 290                                          | Процент женского населения, %                  | 48,28 |
| Плотность населения, чел/км²                   | Плотность населения, чел/км²                   | Плотность населения, чел/км²                   | Плотность населения, чел/км²                   | 7,42  |
| Население муниципалитета в % к населению штата | Население муниципалитета в % к населению штата | Население муниципалитета в % к населению штата | Население муниципалитета в % к населению штата | 0,57  |

По данным оценки 2015 года население муниципалитета составляет 8 532 жителя.

## Важнейшие населенные пункты
| № | Населённый пункт    | Населённый пункт (порт.) | Категория | Население чел. (2010) | На карте                        |
| - | ------------------- | ------------------------ | --------- | --------------------- | ------------------------------- |
| 1 | Санта-Лузия-д’Уэсти | Santa Luzia D'Oeste      | город     | 4525                  | 11°54′25″ ю. ш. 61°46′44″ з. д. |